# リン鉱石
リン鉱石（リンこうせき、phosphate ore、phosphorite、phosphate rock、rock phosphate）は、工業原料として利用可能なリンを採取できる、リン酸塩鉱物を主成分とした鉱石である。

## リン鉱床

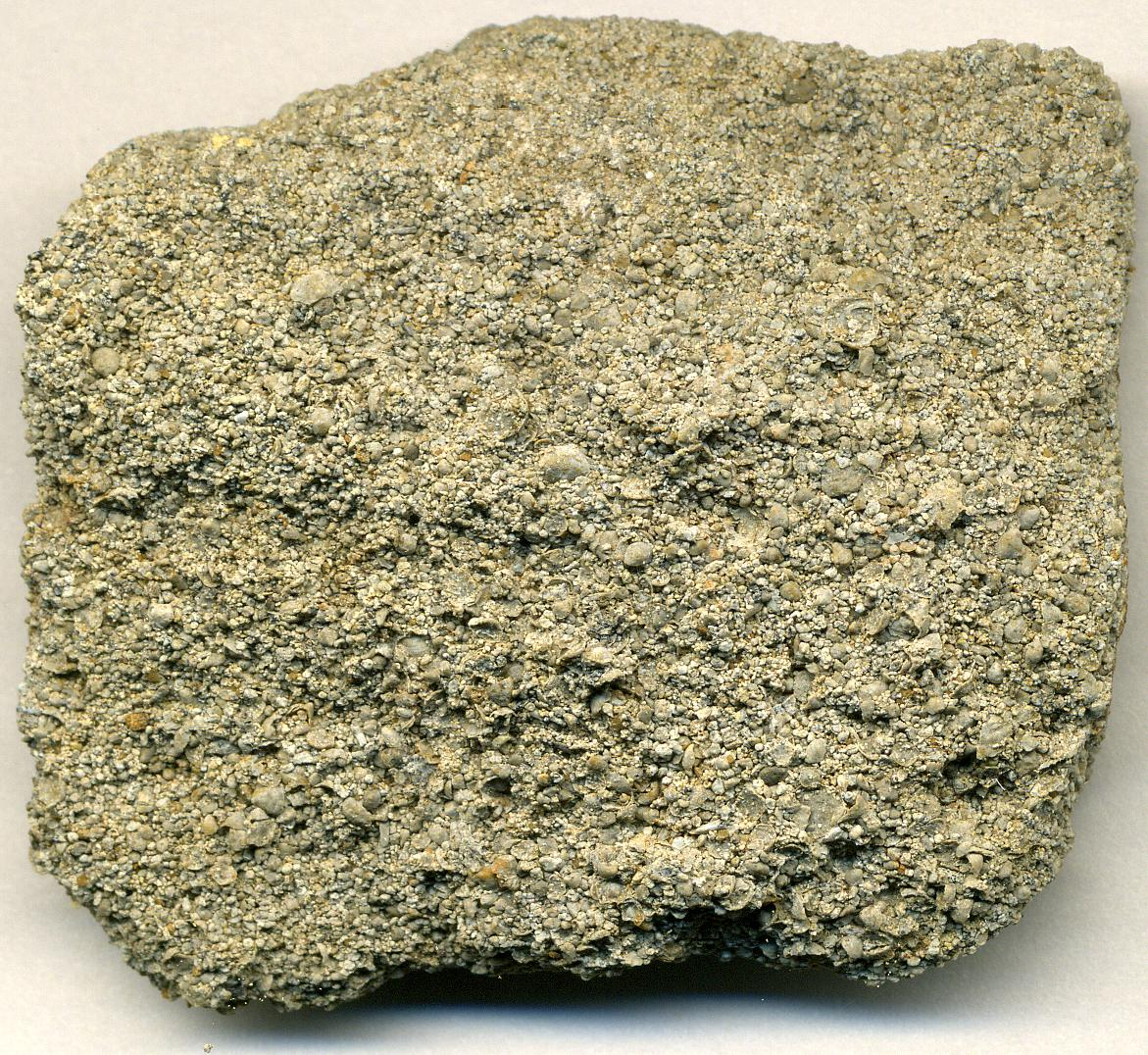
化石質のリン鉱石(幅4.7cm)中国雲南省

リン鉱石資源として重要な鉱床は、成因により3種類に分類される。リンの採取自体は、鉱石以外に活性汚泥や鉄鋼スラグなど産業廃棄物からも技術的に採取が可能である。 
化石質鉱床
古代の動植物や微生物が起源となった比較的大規模なリン鉱石鉱床で、アメリカ、モロッコ、ヨルダンなどに存在する。現在のリン鉱石の大半はこの鉱床から供給されている。
グアノ鉱床
別項を参照。鳥糞石、糞化石質リン鉱石ともいう。ペルーのチンチャ諸島、ナウル、アンガウル島、日本国内では沖大東島（ラサ島）などに存在していた。
火成鉱床
地殻変動によって生じた金属鉱床などと同じ無機質のリン鉱石鉱床で、ロシアのコラ半島に大規模なものが存在する。

## 産出国
2008年のリン鉱石産出国は下記のとおり。
| 中華人民共和国 | 5070万トン (31.5%) |
| アメリカ       | 3020万トン (18.8%) |
| モロッコ       | 2500万トン (15.5%) |
| ロシア         | 1040万トン (06.5%) |
| チュニジア     | 800万トン (05.0%)  |

日本では沖縄県北大東村沖大東島（ラサ島）のラサ島鉱業所が一大産地として有名であった。1911年に操業を開始し、1929年から1932年までの間は休山し、1933年に操業再開後、年間約18万2600トンの鉱石を採掘したが、第二次世界大戦の戦況悪化によって1944年に閉山している。なお、推定埋蔵量は約350万トンとされており、終戦後に幾度か再開が試みられたが、日本政府がアメリカに対して沖大東島射爆撃場として貸し出しているため、めどは立っていない。

## 貿易
世界中に分布するリン鉱石であるが、価格が極めて安価であったことから、大規模な開発により生産コストを低減させる必要があった。このため、特定の国の巨大鉱床に依存することが多い。かつての日本では、主にアメリカ合衆国フロリダ州の鉱山から大量に購入してきたが、1990年代後半、アメリカが資源枯渇を理由に禁輸措置を実施したため輸入量が減少。代替先として、中華人民共和国四川省の鉱山から購入するようになった。 しかし2005年頃から、世界的に投機資金が先物市場全般に流入すると、リン鉱石の国際価格も上昇。追い打ちを掛けるように、2008年に四川大地震が発生すると生産量が激減。中国が、国内の肥料相場をコントロールするためにリン鉱石に100%の関税を掛けたことから国際価格はさらに急騰、相場が大混乱を来すこととなった。日本の例では、2008年夏頃をピークに化成肥料製品ベースで50%以上の値上げが見られた。